# El porvenir (película de 2016)
El porvenir (título original en francés: L'Avenir) es una película francesa estrenada en 2016, escrita y dirigida por Mia Hansen-Løve y protagonizada por Isabelle Huppert. El rodaje empezó el 22 de junio de 2015 en París. Fue seleccionada para competir por el Oso de Oro en la 66.ª edición del Festival Internacional de Cine de Berlín. En Berlín, Hansen-Løve ganó el Oso de Plata a la mejor dirección.
La película explora los temas del envejecimiento, los vínculos familiares, la pasión intelectual y la libertad personal. Está considerada de entre las mejores películas de la década de 2010 y del Siglo XXI.

## Sinopsis
Nathalie es una profesora de filosofía que da clases en un instituto de París. Vive con sus dos hijos y su marido; además, se encarga de cuidar a su madre, que cae enferma constantemente. Las cosas cambian cuando ella se encuentra con un exalumno que está escribiendo un libro sobre filosofía. Aunque su trabajo le entusiasma y reparte tiempo para estar con su familia, muy pronto sus hijos descubren que su padre tiene una aventura con otra mujer y le piden a este que decida con cual quedarse. El marido de Nathalie decide irse con su amante y continuar con otra vida. 
Más tarde, la madre de Nathalie muere y sus hijos mayores ya son capaces de formar sus familias y ser independientes. Este será solo el primero de una serie de grandes cambios que obligarán a Nathalie a reinventar su vida de un día para otro.

## Reparto
- Isabelle Huppert como Nathalie Chazeaux.
- André Marcon como Heinz.
- Roman Kolinka como Fabien.
- Edith Scob como Yvette.
- Sarah Le Picard como Chloé.
- Solal Forte como Johann.
- Élise Lhomeau como Elsa.
- Lionel Dray como Hugo.
- Grégoire Montana como Simon.
- Lina Benzerti como Antonia.
- Guy-Patrick Sainderichin como el editor.
- Yves Heck como Daniel.
- Rachel Arditi	como Amélie.
- Charline Bourgeois-Tacquet como responsable de Editions Cartet.
- Larissa Guist como Ruth.
- Linus Westheuser como Linus.
- Clemens Melzer como Clemens.
- Marion Ploquin (enfermera).

## Producción

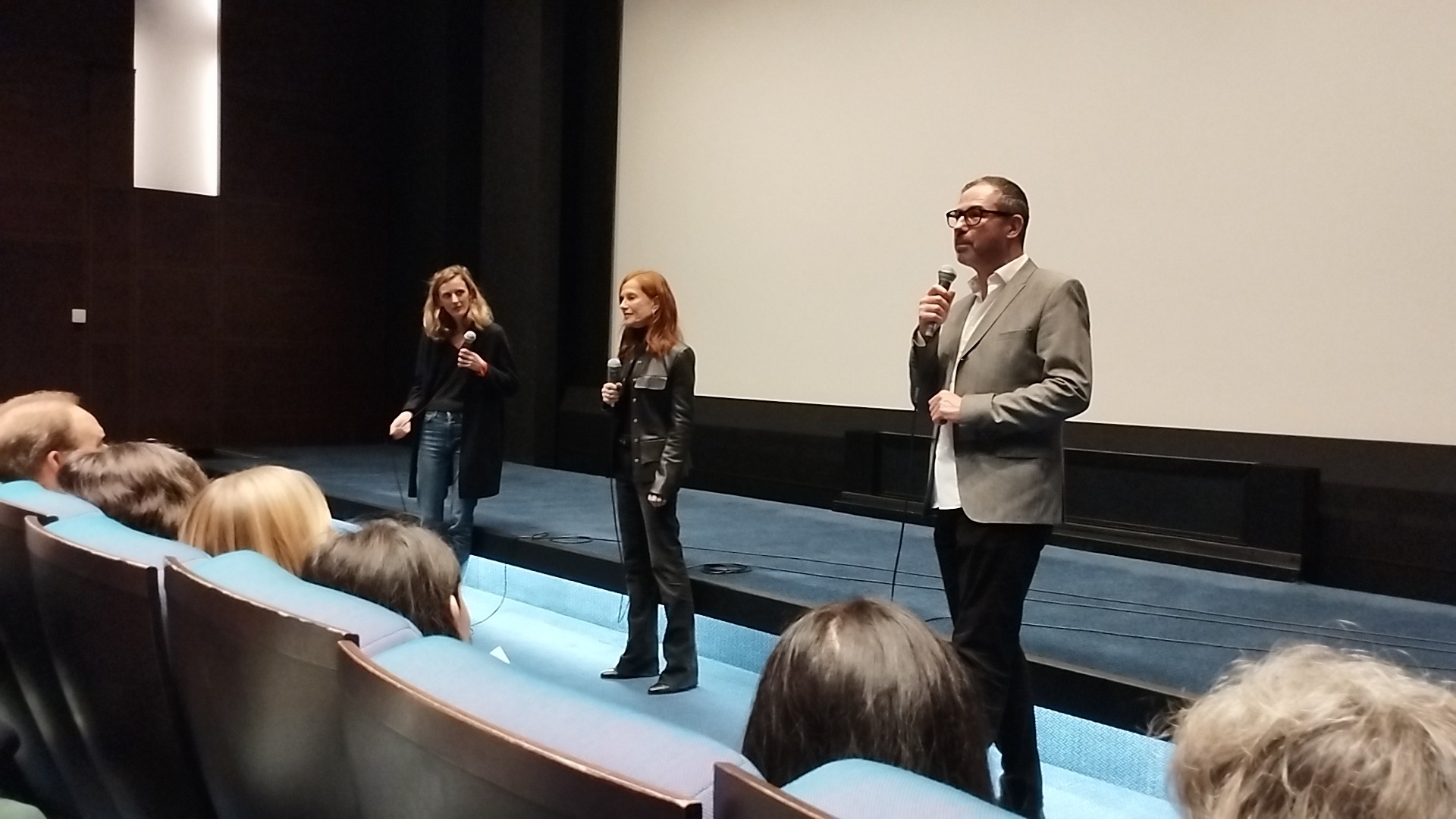
Mia Hansen-Løve, Isabelle Huppert y Bernard Benoliel presentaron la película en la sala francesa de la Cinémthèque française.

Mia Hansen-Løve declaró que había escrito el guion teniendo muy claro que la protagonista, Nathalie, debía ser encarnada por Isabelle Huppert. También admitió que el carácter de Nathalie era muy parecido al de su madre, a la sazón profesora de Filosofía en un instituto, y que también se separó de su marido.

## Análisis cinematográfico
La película gira en torno a los temas ya apuntados, no existe uno más importante que otro. Hay una clara concentración en el devenir de los múltiples asuntos, que son varios: el alejamiento de los hijos, la ruptura matrimonial, la enfermedad de la madre y el encuentro con un exalumno (y la observación de su forma de vida). En suma: el paso del tiempo, con su modo de “sacudir” lo que hasta entonces ofrecía estabilidad. Nathalie – con esa máscara tan parca y fría, tan "huppertiana" - hará lo que pueda para poner calma a cada uno de los problemas, pero el drama interno no cederá y tanto en sus risas como en su llanto se verá el resquebrajamiento de su mundo interior.
El porvenir es una película “de personaje”, pero al mismo tiempo tiene una variedad de secundarios que ocupan un lugar jamás accesorio; los hijos, el marido, la madre, el alumno. Cada uno de ellos permite comprender más a Nathalie. El hecho de que su especialidad sea la filosofía habilita que la película provea un debate por las ideas. Ideas a las cuales ella parece haberse aferrado, con la finalidad de sostenerse en su sistema de creencias.
La película - que, por momentos, mira con ironía el idealismo juvenil - no las cuestiona. Con madurez las exhibe, las pone en debate. Y de ese modo invita al espectador a conocerlas y repensarlas, a identificarse con algo por lo que se puede pasar, por lo que se pasó, o por lo que –se supone - que pasará alguna vez.

## Respuesta crítica
El porvenir recibió comentarios muy positivos de la crítica. El sitio web Tomatazos  (Rotten Tomatoes en Latinoamérica)  dio a la película un índice de aprobación del 100%, basándose en 26 revisiones, con una puntuación media de 8.2/10. En Metacritic, web que asigna un índice normalizado de 100 a las revisiones de los críticos, la película recibió una puntuación media de 88, basándose en 6 revisiones.
En El País, se comentó lo siguiente, "'El porvenir logra, con ligereza, verdad, gran control narrativo y una interpretación extraordinaria que traduce crisis intelectual en tensión muscular, diagnosticar un presente de humanidades asediadas".

## Premios y nominaciones
| Lista de premios y nominaciones      | Lista de premios y nominaciones | Lista de premios y nominaciones                                  | Lista de premios y nominaciones     | Lista de premios y nominaciones | Lista de premios y nominaciones | Lista de premios y nominaciones |
| Premio                               | Fecha de ceremonia              | Categoría                                                        | Nominado/a                          | Resultado                       | Ref.                            |                                 |
| ------------------------------------ | ------------------------------- | ---------------------------------------------------------------- | ----------------------------------- | ------------------------------- | ------------------------------- | ------------------------------- |
| Festival de San Sebastián            | 24 de septiembre de 2016        | Premio Independiente - Sección Perlak                            | El porvenir                         | Participación                   | [ 14 ]                          |                                 |
| Austin Film Critics Association      | 28 de diciembre de 2016         | Mejor Película Extranjera                                        | El porvenir                         | Nominada                        | [ 15 ]                          |                                 |
| Festival de Cine de Berlín           | 21 de febrero de 2016           | Oso de Plata al Mejor Director                                   | Mia Hansen-Løve                     | Ganadora                        | [ 16 ]                          |                                 |
| Festival de Cine de Berlín           | 21 de febrero de 2016           | Oso de Oro                                                       | Mia Hansen-Løve                     | Nominada                        | [ 16 ]                          |                                 |
| Boston Society of Film Critics       | 11 de diciembre de 2016         | Mejor Actriz                                                     | Isabelle Huppert (también por Elle) | Ganadora                        | [ 17 ]                          |                                 |
| Boston Society of Film Critics       | 11 de diciembre de 2016         | Mejor Película Extranjera                                        | El porvenir                         | Subcampeona                     | [ 17 ]                          |                                 |
| Chicago International Film Festival  | 22 de octubre de 2016           | Golden Hugo                                                      | Mia Hansen-Løve                     | Nominada                        | [ 18 ]                          |                                 |
| Dorian Awards                        | 26 de enero de 2017             | Película Extranjera del Año                                      | El porvenir                         | Nominada                        | [ 19 ]                          |                                 |
| Dublin Film Critics' Circle          | 17 de diciembre de 2016         | Mejor Actriz                                                     | Isabelle Huppert                    | Nominada                        | [ 20 ]                          |                                 |
| IndieWire Critics Poll               | 19 de diciembre de 2016         | Mejor Actriz                                                     | Isabelle Huppert                    | 10° Lugar                       | [ 21 ]                          |                                 |
| Jerusalem Film Festival              | 17 de julio de 2016             | Premio The Wilf Family Foundation - Mejor película internacional | Mia Hansen-Løve                     | Nominada                        |                                 |                                 |
| London Film Critics' Circle          | 22 de enero de 2017             | Actriz del Año                                                   | Isabelle Huppert                    | Ganadora                        | [ 22 ]                          |                                 |
| London Film Critics' Circle          | 22 de enero de 2017             | Película Extranjera del Año                                      | El porvenir                         | Nominada                        | [ 22 ]                          |                                 |
| Los Angeles Film Critics Association | 4 de diciembre de 2016          | Mejor Actriz                                                     | Isabelle Huppert (también por Elle) | Ganadora                        | [ 23 ]                          |                                 |
| National Society of Film Critics     | 7 de enero de 2017              | Mejor Actriz                                                     | Isabelle Huppert (también por Elle) | Ganadora                        | [ 24 ]                          |                                 |
| National Society of Film Critics     | 7 de enero de 2017              | Mejor Película Extranjera                                        | El porvenir                         | 3° Lugar, empate con Elle       | [ 24 ]                          |                                 |
| New York Film Critics Circle         | 1 de diciembre de 2016          | Mejor Actriz                                                     | Isabelle Huppert (también por Elle) | Ganadora                        | [ 25 ]                          |                                 |
| Alliance of Women Film Journalists   | 2016                            | Mejor Actriz                                                     | Isabelle Huppert (también por Elle) | Ganadora                        | [ 25 ]                          |                                 |
| Prix Louis-Delluc                    | 14 de diciembre de 2016         | Mejor Película                                                   | Mia Hansen-Løve                     | Nominada                        |                                 |                                 |